# (1063) Aquilegia
(1063) Aquilegia est un astéroïde de la ceinture principale découvert le 6 décembre 1925 par l'astronome allemand Karl Reinmuth à l'observatoire du Königstuhl près de Heidelberg. Sa désignation provisoire était 1925 XA.
Il tire son nom du genre de plantes à fleurs Aquilegia qui sont des renonculacées vivaces.